# Дурхаузен
Дурхаузен (њем. Durchhausen) општина је у њемачкој савезној држави Баден-Виртемберг. Једно је од 34 општинска средишта округа Тутлинген. Према процјени из 2010. у општини је живјело 908 становника. Посједује регионалну шифру (AGS) 8327012.

## Географски и демографски подаци
Дурхаузен се налази у савезној држави Баден-Виртемберг у округу Тутлинген. Општина се налази на надморској висини од 715 метара. Површина општине износи 9,0 km². У самом мјесту је, према процјени из 2010. године, живјело 908 становника. Просјечна густина становништва износи 101 становника/km².